# Salz auf unserer Haut

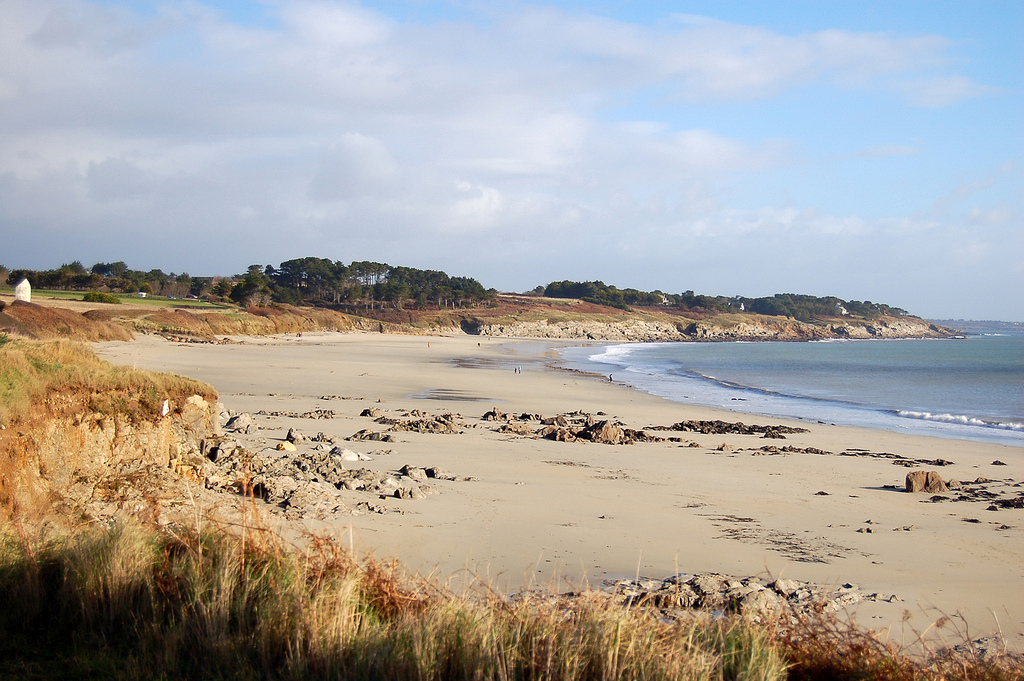
Strand von Raguénez (Bretagne)

Salz auf unserer Haut (franz. Originaltitel: Les vaisseaux du cœur, wörtlich Die Herzkranzgefäße oder auch als Wortspiel „Die Schiffe des Herzens“) ist ein 1988 erschienener, autobiografisch geprägter Roman der französischen Schriftstellerin Benoîte Groult. In Frankreich war er wegen seiner sehr freizügigen Darstellung einer leidenschaftlichen Liebe zwischen einer Pariser Intellektuellen und einem einfachen bretonischen Fischer zunächst als pornografisch diskreditiert. Doch wurde er schon bald, vor allem in Deutschland, zu einem anerkannten literarischen Bestseller. 1992 entstand der gleichnamige Film von Andrew Birkin.

## Inhalt
Salz auf unserer Haut handelt von der heimlichen Liebesbeziehung eines ungleichen Paares. Die Ich-Erzählerin George stammt aus dem Pariser Bildungsbürgertum. Der Geliebte – sie nennt ihn Gauvain – ist Sohn bretonischer Bauern und wird später Hochseefischer. Da die Pariser Familie in Raguénez, einem kleinen Dorf in der Bretagne, ein Ferienhaus besitzt, in dem sie regelmäßig ihren Sommerurlaub verbringt, kennen sich beide von klein auf, ihre unterschiedliche Schichtenzugehörigkeit aber ist unüberbrückbar.
Als sie 18 ist und er 24, ändert sich ihr Verhältnis zueinander grundlegend. Bei der Ernte entdecken beide ihre erotische Anziehungskraft füreinander. Sie treffen sich zu einem nächtlichen Bad am Strand. Danach verlieren sie sich zunächst aus den Augen. Erst bei der Hochzeit von Gauvains Schwester – er selbst ist inzwischen mit einem Mädchen aus dem Dorf verlobt – flammt ihre Leidenschaft wieder auf. Nach einer Liebesnacht, wiederum am Strand, trennen sich ihre Wege wieder. Die Erzählerin genießt ihr Studentenleben in Paris, Gauvain verrichtet schwere Arbeit auf einem Thunfischtrawler.
Schließlich besucht er sie in Paris, wo sie sich im Hotel ganz ihrer Leidenschaft hingeben. Am letzten Tag bittet er sie, ihn zu heiraten. Er bietet ihr an, seine Verlobung zu lösen, sich weiterzubilden und alles zu tun, um sich ihr anzupassen. Aber George kann sich weder vorstellen, ihn in ihre gesellschaftlichen Kreise einzuführen, noch selbst ein Leben als Frau eines Fischers zu leben. Zu groß sind die kulturellen Unterschiede. Sie möchte ihn aber auch nicht völlig verlieren. Tief verletzt verlässt Gauvain Paris und damit scheinen sie endgültig getrennte Wege zu gehen. Der verantwortungsvolle Gauvain heiratet sein bretonisches Mädchen, wird Vater vierer Kinder und geht seiner Arbeit auf See nach. George beendet ihr Studium der Altphilologie und Geschichte, heiratet einen erfolgreichen Mann aus der Medienbranche und bekommt einen Sohn. Beruflich ist sie zufrieden, ihre Ehe jedoch erweist sich als unglücklich, denn ihr Mann ist ein Egomane und Ehebrecher. Mit 30 Jahren fasst sie den Entschluss, sich scheiden zu lassen. Sie zieht mit ihrem Sohn an die amerikanische Ostküste, wo sie an einer Universität als Dozentin für klassische Philologie unterrichtet. Gauvain erfährt davon nichts.
Während eines Urlaubs, den George mit ihrem Sohn und der Familie ihrer Schwester im Senegal verbringt, trifft sie Gauvain auf einem Markt zufällig wieder. Er gesteht ihr, dass er sie immer noch liebt. Es besteht dort aber keine Möglichkeit, mit ihr allein zu sein. Von nun an haben beide den Wunsch, ihr Abenteuer wieder aufleben zu lassen. Erst über ein Jahr später kommt ihnen wiederum der Zufall zur Hilfe, als Gauvain von seiner Reederei auf einen Thunfischtrawler auf die Seychellen versetzt wird. Dort, im Indischen Ozean, gelingt es ihnen zehn Tage lang, ihren Alltag und ihre Verpflichtungen hinter sich zu lassen. Vor der paradiesischen Naturkulisse spielen auch die Standesunterschiede kaum noch eine Rolle, die später immer wieder zu Missverständnissen, kleinen Streitigkeiten und Verstimmungen führen.

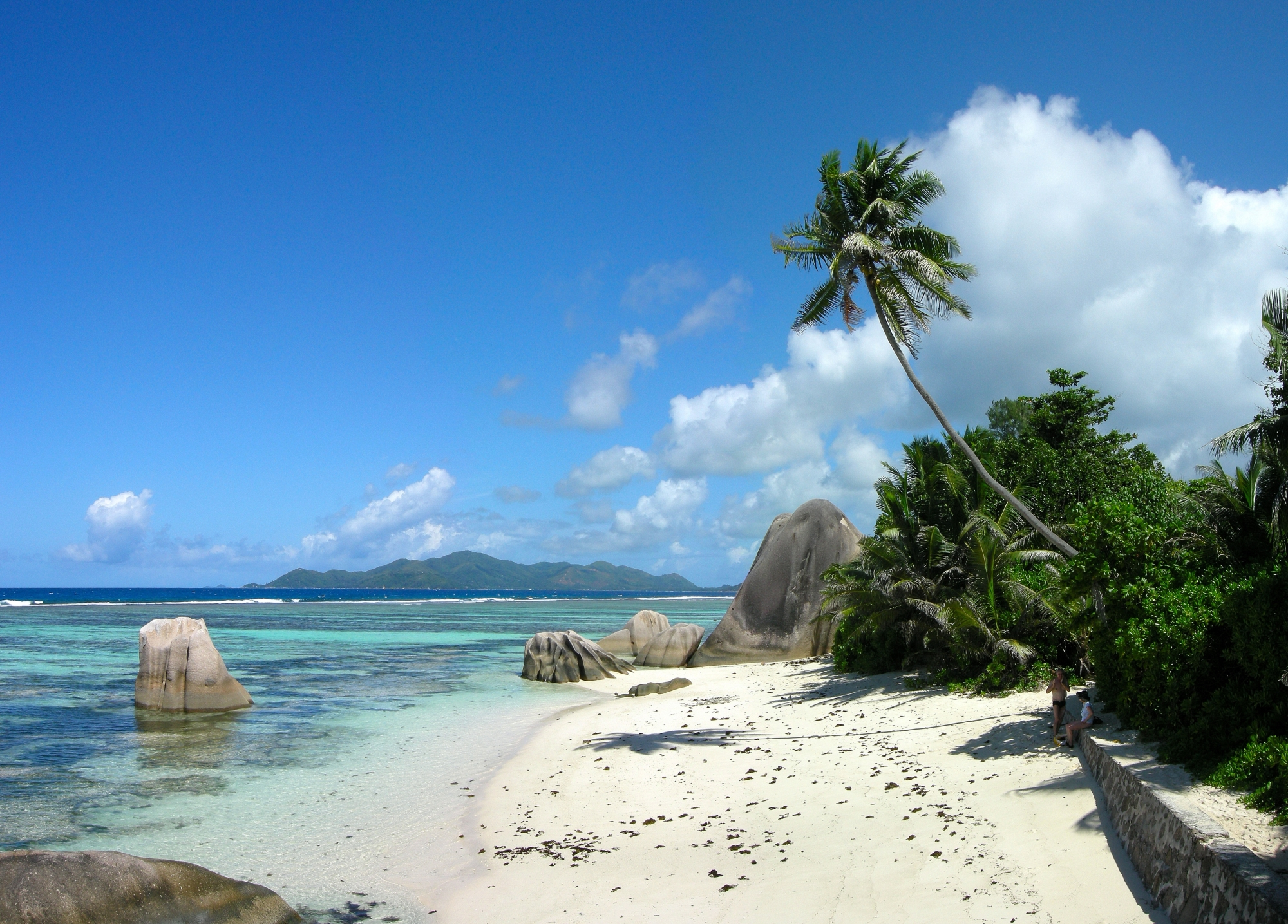
Seychellen, Insel La Digue

Von jetzt an versuchen die beiden ganz bewusst, sich immer wieder eine gemeinsame Auszeit zu nehmen, obwohl die Bedingungen dafür immer schwieriger werden. Einer von Gauvains Söhnen verunglückt schwer, seine Frau muss sich einer Krebsbehandlung unterziehen und schließlich verlegt er seinen „Arbeitsplatz“ vor die Küste Südafrikas. In den kommenden Jahren sind ihnen nur wenige kurze Liebesurlaube vergönnt – in Burgund, auf Jamaika und in Florida und ein zweites Mal auf den Seychellen.
George ist inzwischen nach Frankreich zurückgekehrt. Sie löst die Beziehung zu ihrem amerikanischen Lebensgefährten und heiratet, inzwischen fünfzigjährig, ihren besten Freund, einen französischen Gynäkologen, mit dem sie gemeinsam ein Buch geschrieben hat. Obwohl diese Verbindung intellektuell und emotional perfekt ist, bleibt die Sehnsucht nach der Leidenschaft von Gauvain. Während ihrer alljährlichen Gastvorlesungen besucht dieser sie nun regelmäßig für einige Tage in Montreal. Aber der bevorstehende Ruhestand des Seemanns wirft seine Schatten voraus, denn danach werden sie sich nicht mehr sehen können.
Beim Abschied gesteht Gauvain der Geliebten, dass er sich einer Bypass-Operation unterziehen muss. (Daher der französische Originaltitel „Les vaisseaux du cœur“). Wenige Tage nach dem Eingriff stirbt er im Krankenhaus. Am Grab wird der Erzählerin bewusst, dass die Liebe zu diesem Manne die einzige wirkliche Konstante in ihrem Leben war.

## Rezeption
In Frankreich wurde Salz auf unserer Haut zunächst als „Frauen-Porno“ beschimpft. Andere nannten ihn „eine Hymne an den Phallus“. Dabei war das Werk „eigentlich als feministische Befreiungstat gedacht“. Inzwischen wurden weltweit über drei Millionen Exemplare des Romans verkauft. In Deutschland stand das Buch zwei Jahre lang auf der Bestsellerliste und wurde hier zehnmal so oft verkauft wie in Frankreich. „Wie in Deutschland kam es auch in den Niederlanden und in Skandinavien inklusive Finnland zu Rekordzahlen. In den mediterranen Ländern hingegen lag das Buch wie Blei in den Regalen.“ In ihrer Erklärung dieses geografischen Unterschieds kommt die Autorin zu zwei Hypothesen: „Die erste ist, dass das Bild der Frau, das aus dem Roman hervorgeht, übereinstimmt mit der Position, die die Frau in den nordischen, keltischen, germanischen oder Wikingerkulturen einnimmt. Bei diesen Völkern findet man kraftvolle Frauenfiguren in einer großen Bandbreite von Rollen.“ Ihre zweite Hypothese lautet: „Die Frauen, die bekanntlich die Bücher kaufen – alle Umfragen beweisen es –, haben es irgendwie satt, sich mit verzweifelten Frauenfiguren zu identifizieren. In Salz auf unserer Haut leuchtet ein Bild der Freiheit auf, und das brachte die Leserinnen zum Träumen, zumal in einem puritanischen Land.“
Die Lebenserfahrung der Autorin (Groult schrieb ihren Roman im Alter von 65 Jahren) und die Leichtigkeit ihres augenzwinkernden Stils haben es vielen Leserinnen ermöglicht, sich mit der Protagonistin zu identifizieren. Die deutsche Schauspielerin Katja Riemann gestand der Autorin, dass Salz auf unserer Haut ihr Denken verändert habe. Zur sprachlichen Leichtigkeit Groults gehört auch die offene, teils frivole, aber niemals pornografische Beschreibung anatomischer Details und der Sexualität insgesamt. „Über ein Detail – glaube ich – war man besonders schockiert: dass ich es wagte, die männlichen Sexualattribute mit Ironie zu beschreiben. In den erotischen Texten kommt grundsätzlich das himmlische, stets triumphierende herrliche Glied vor. Dass eine Frau so respektlos von den Insignien der männlichen Macht spricht, ist eindeutig ein Vergehen, ein unverzeihlicher Übergriff.“
Der immense Erfolg des Romans erklärt sich jedoch nicht nur damit, dass hier eine moderne, emanzipierte Frau spricht, die beruflich wie privat souveräne Entscheidungen trifft, sondern auch dadurch, dass ihr Geliebter ein ungewöhnlich idealer Gegenpart ist: zwar intellektuell unterlegen, aber attraktiv und von großer moralischer Integrität. Sein Verantwortungsbewusstsein seiner Familie gegenüber und seine absolute Treue zu seiner großen Liebe machen ihn zu einer Art modernem Märchenprinzen. „Es stimmt, dass nicht George die Sympathieträgerin im Roman ist. Gauvain ist der Rührende, weil er durch diese Liebe, die ihn regelrecht verfolgt, aufgewühlt und von Schuldgefühlen zerrissen wird.“ Und die Personenkonstellation garantiert, dass sich diese Liebe nicht im Alltag bewähren muss, sondern, auf wenige Etappen beschränkt, lebenslang frisch und leidenschaftlich bleibt.

## Form

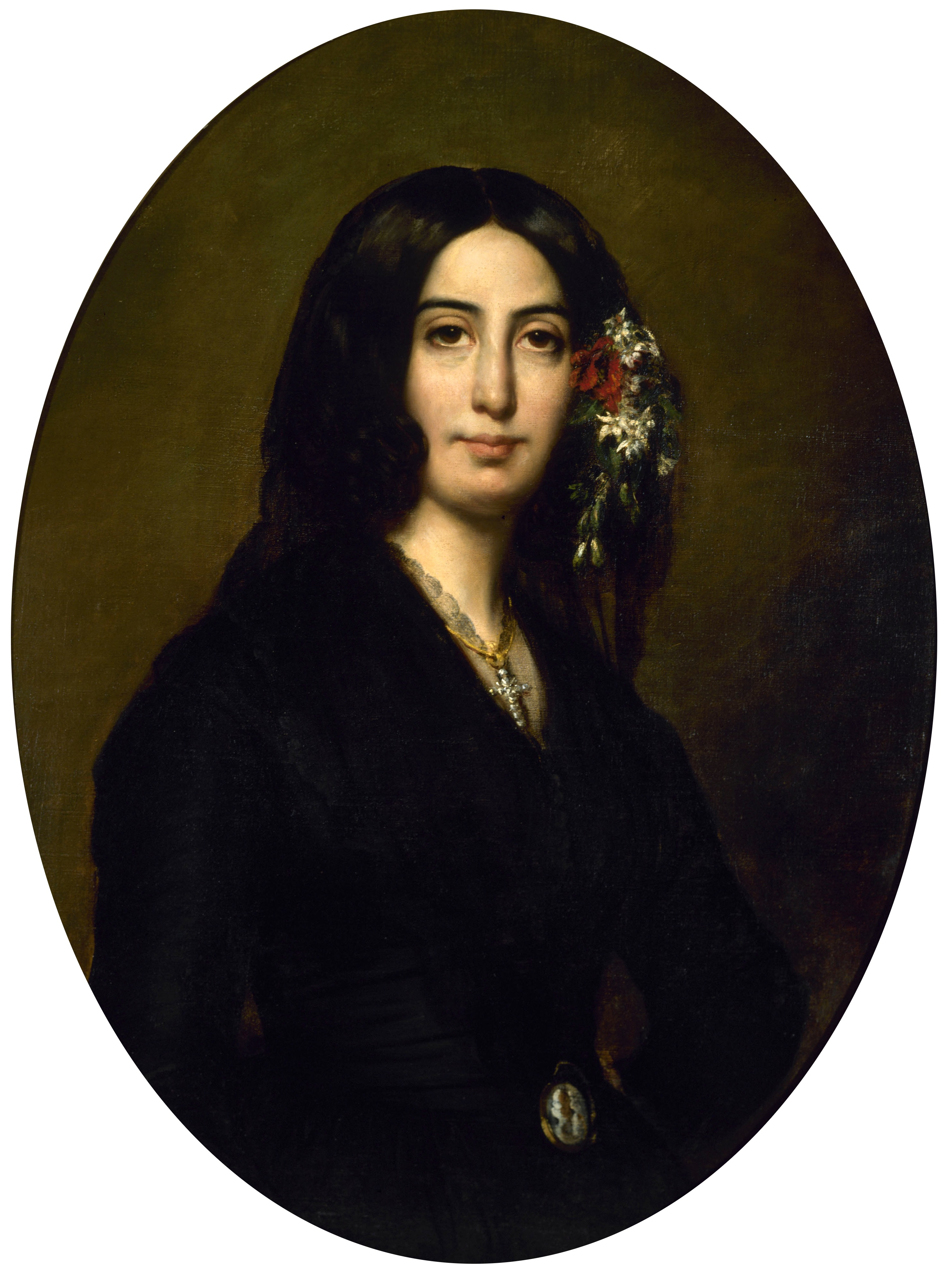
George Sand, Gemälde von Auguste Charpentier, um 1835

Kurz nach dem Tod des Mannes beginnt die Ich-Erzählerin, die Geschichte ihrer Liebe niederzuschreiben. Einerseits beansprucht diese Geschichte Authentizität (indem behauptet wird, sie sei tatsächlich geschehen), andererseits sieht sie sich auch in der Tradition erotischer Literatur. Ihr eigener Name George [sic!], in Anlehnung an George Sand, ist Programm: eine große Liebende, die sich über die Normen der Gesellschaft hinwegsetzte. Auch deren sinnenfrohe Sprache und Moral waren damals einer Frau nicht erlaubt. Doch „solche Übertretungen war man bei ihr gewöhnt, aber dafür wurde sie von der Nachwelt auch sehr schlecht beurteilt. Es ist viel häufiger von ihren Liebhabern die Rede als von ihrer Kunst.“
Anspielungen auf literarische oder historische Figuren und das häufige Thematisieren angemessener Formulierungen spielen für die Protagonistin George eine große Rolle. Schon im Vorwort, in dem sie darüber räsoniert, welchen Vornamen sie dem Verstorbenen in der literarischen Aufarbeitung geben will – und sich dann für Gauvain (Gawain), einen Ritter der Tafelrunde entscheidet – wird dies deutlich. Später sagt sie in dem berühmt gewordenen Interview mit Josyane Savigneau: „Womöglich weil ich viele bretonische Ritterepen gelesen hatte, habe ich meine Hauptfigur zu einem Unsesshaften, einem Seemann gemacht und ihn Gauvain, das heißt Gawein, genannt, nach einem der Ritter der Artus-Sage, der ebenfalls über die Meere irrt. Ich wollte mich ein wenig dem Archetypus der leidenschaftlichen Liebe nähern, dem von Tristan und Isolde, von Romeo und Julia und anderen zeitlosen Paaren. Nach ihrer ersten Nacht auf der Insel haben sich Gauvain und George gegenseitig verzaubert, als ob sie wie Tristan einen Liebestrank zu sich genommen hätten.“

## Autobiografischer Hintergrund
Das Vorbild für Gauvain, den bretonischen Fischer im Roman, hieß in der Realität Kurt Heilbronn. Er war nicht Franzose, sondern Amerikaner, seiner Herkunft nach eigentlich ein jüdischer Deutscher, der 1925, im Alter von zwölf Jahren, alleine nach Amerika ausgewandert war und sich dort zunächst als Hilfskoch durchgeschlagen hatte. Später wurde er Pilot.
Benoîte Groult traf Kurt Heilbronn 1945, nach der Befreiung Frankreichs von der deutschen Besatzung. Er flog als Offizier einen B-36-Bomber. Groult und ihre Schwester arbeiteten damals als Dolmetscherinnen und Hostessen für das Rote Kreuz und führten amerikanische Soldaten auf Besichtigungstouren durch Paris. Jeden Nachmittag besuchten sie die Tanztees im Offiziersclub "Hôtel de Crillon" am Place de la Concorde. Dort trafen sie „charmante, wohlgenährte junge Männer. Deren besonders positive Eigenschaft bestand darin, dass sie nicht lange in Paris blieben. Wir gingen im Grunde genommen mit völlig Unbekannten ins Bett. […] Und dann verliebte ich mich in Kurt. Uns verband eine große Leidenschaft, die bis zu seinem Tod vor sechs Jahren [2004] gehalten hat. Wir haben uns fünf Jahrzehnte lang getroffen, im Abstand von Monaten, manchmal sogar Jahren. Jedes Mal, wenn wir uns wiedersahen, war es, als seien wir wieder jung, wie 18-Jährige. Sicherlich, weil unsere Leidenschaft fern vom Alltag war. Unser Verlangen füreinander hörte niemals auf. Weil wir wussten, dass wir nach ein paar Tagen wieder Abschied nehmen mussten.“
Heilbronns eigene Angaben weichen teilweise von Groults Darstellung ab. Nach seiner Darstellung wurde er 1910 in Eiringhausen geboren und wanderte mit seiner Familie 1926 nach Amerika aus. Dort wurde er im 2. Weltkrieg Pilot einer Boeing B-17 Flying Fortress. Heilbronn lebte nach dem Zweiten Weltkrieg wieder in den USA, war verheiratet und hatte 2 Kinder und starb im Jahr 2000.
Kurt Heilbronn machte Benoîte Groult später einen Heiratsantrag. Doch eine Ehe mit ihm kam für sie nicht in Frage. „Sie wäre ganz sicher das Ende unserer Liebe gewesen. Er hatte überhaupt keine Bildung. Er interessierte sich nicht für Kultur, er las kein einziges Buch.“